# The Path
The Path — компьютерная игра, разработанная компанией Tale of Tales и выпущенная в 2009 году для Microsoft Windows и Mac OS X. Игра основана на различных версиях сказки про Красную Шапочку. Первая версия игры вышла 18 марта 2009 года на голландском и английском языках. Игрок выбирает одну из шести сестёр, которые по поручению своей матери по очереди отправляются навестить их больную бабушку.

## Разработка
The Path была анонсирована на форуме Tale of Tales 16 марта 2006 года под рабочим названием «144». Согласно мнению разработчиков, в эту игру нельзя играть обычным способом, потому что там нет никакой стратегии для достижения победы. Фактически, игроку предлагается выбрать путь проигрыша, который будут исследовать сёстры. Способ подачи сюжета нетрадиционный для игры — как объясняют разработчики: «Мы не рассказчики, в обычном смысле этого слова. То есть мы знаем историю и хотим вам её рассказать. Наша работа больше в том, чтобы раскрыть сюжетный потенциал ситуации. Мы только создаём ситуацию. Настоящая история возникает в процессе прохождения частично в игре, частично в воображении игрока».

## Персонажи

Основные героини игры

Всего в игре семь персонажей, за которых можно играть. Из них шесть основных и один — секретный. Имя каждой девочки — названия оттенков красного, либо как-то связано с красным цветом:
- Scarlet — алый.
- Carmen — кармин.
- Ruby — рубиновый.
- Ginger — рыжий.
- Rose — розовый.
- Robin — в английском языке нет цвета, со схожим написанием, но само это слово обозначает «птичка-малиновка». У малиновок рыжевато-розовая, практически светло-малиновая грудка.

В русском переводе имена персонажей другие, и все они начинаются на букву "А": Аврора, Алиса, Алина, Ада, Агния, Алла.

### Скарлет (Scarlet)
Её имя переводится как «алая». Девятнадцатилетней девушке постоянно приходится присматривать за тремя младшми сёстрами. Но она отлично справляется и изо всех сил старается поддерживать во всем порядок. До такой степени, что иногда кажется, что «порядок» стал её вторым именем (даже в стартовом меню её изображают говорящей по телефону). Порядок в воспитании сестер, во внешнем виде, в делах. Однако в душе она чувствует себя марионеткой, марионеткой в руках собственной матери, марионеткой, лишённой свободы и отданной «на растерзание» собственным сестрам. Единственной её радостью осталось искусство, искусство — её страсть, которая может сделать её знаменитой. По замыслу она должна напоминать героинь фильмов Ингмара Бергмана, особенно образы Лив Ульман.
Волк Скарлет — это молодой, но уже поседевший пианист в заброшенном театре. Когда девушка забралась на сцену, и решила сыграть на пианино, заинтересованный мужчина подошёл к ней, с целью послушать её музыку. При этом можно расслышать лязганье металла. Будто кто-то обозлился и готовит недоброе против ничего не подозревающей Скарлет. Красный занавес сцены сам по себе опускается под немного дерганную и напряженную музыку, исполняемую на пианино, после чего девушка оказывается бессознательной перед домом бабушки.
Как и со всеми остальными девочками кадры смерти могут помочь «расшифровать» её обстоятельства с точки зрения символизма. Например, наличие нитей в ролике может обозначать как её роль марионетки, так и то, что она повесилась, осознав свою никчёмность (так как она именно подвешена за руки), а нити из глаз, возможно, намек на это самое «прозрение». Но нельзя оставить без внимания и ещё один кадр, тот самый, на котором изображён мужчина-пианист со скрещенными руками, на них можно разглядеть длинные когти. Может быть, они и лязгали во время игры. Тогда, волк убил свою жертву по той причине, что нашёл её игру более красивой?
Имя Скарлет в официальной русской версии — Аврора.

### Кармен (Carmen)
Старшая после Скарлет (17 лет). Модница, любит шляпки. По словам разработчиков, её образ самый неоригинальный: «Просто сексапильная красотка». Является типичной «роковой женщиной». Кармен легкомысленна и не думает о последствиях, живёт по принципу «почему бы не выпить баночку пива во-о-он с тем симпатичным парнем?», из-за чего и погибает.
Волк Кармен — дровосек, поселившийся в разбитом посреди леса лагере. Деревья, претендующие на сруб, он метил крестом. Кармен хочет привлечь его внимание, но того интересует лишь его работа, дровосек хочет, чтобы его оставили в покое. Не привыкшая к отказам девушка вела себя с ним недвусмысленно, легко шла на флирт и не отказалась выпить с ним пива. После этого она обнаружила себя на тропинке к домику бабушки.
Очевидно, что Кармен была зарублена все тем же дровосеком. Об этом говорит и крест на её лице, какие он делал на деревьях, и некоторые «пропавшие» элементы её тела в кадрах смерти. Возможно, впоследствии её сожгли, с целью уничтожения улик (если судить по её изображению, поверх которого можно разглядеть силуэт костра). Также среди фанатов игры есть мнение, подвергающееся бурным спорам, о том, что преступление имело сексуальный подтекст, так как, когда Кармен «бродила» по искаженному её бредом домику бабушки, в одной из секретных комнат можно было расслышать сексуальные стоны женщины (в архивах игры можно найти файлы с именем «CampsiteSexMoan»). Зелёный пень в домике бабушки, то есть срубленное дерево, также может являться символом насильно отнятой девственности. Однако некоторые считают, что девушка пошла на интимную связь с волком добровольно.
Имя Кармен в официальной русской версии — Алла.

### Руби (Ruby)
Её имя ассоциируется с рубином и рубиновым цветом. Сестры зовут её «goth». Её рассуждения характеризуют её как типичного представителя готической субкультуры, но она не так проста, как кажется на первый взгляд. Видя окружающих насквозь, она сама остаётся загадкой. Левую ногу от середины бедра до щиколотки закрывает ортез, накладываемый при повреждении колена (непонятная механическая конструкция). Когда речь заходит об этом, она говорит, что ортез причиняет ей невыносимую боль, но никогда не говорит, где именно болит. Во время управления также можно заметить, что Руби слегка прихрамывает. Есть и другая версия, если судить по заброшенному автомобилю, на который девушка натыкается в лесу, и машине, которую можно найти в домике бабушки после встречи с Волком, она получила травму в автокатастрофе. Раньше, скорей всего, играла в баскетбол (одна из спецкомнат в домике бабушки — спортзал, а точнее — баскетбольная площадка). Руби мечтает начать курить, потому что слышала по телевизору, что курение сокращает жизнь. В свои 15 лет Руби ясно видит себя омертвевшим цветком, но сама не ждёт смерти, а только наблюдает за ней со стороны. Но все-таки она не понимает, что из наблюдателя она может стать участником…
Волк Руби — привлекательный парень на детской площадке. Руби подсаживается к нему на скамейку. До этого парень с усердием тащил по земле свернутый ковёр, как будто пытаясь спрятать мертвое тело. Он закуривает и предлагает ей сигарету, о которой она так давно мечтала. После этой сцены Руби оказывается на тропинке. Выглядит она потерянно, держась руками за плечи. Не понятно, что он сделал с ней — но не исключено, что имело место насилие. Ролик смерти демонстрирует потрескавшееся лицо Руби, как следствие надлома и сильной душевной травмы.
Имя Руби в официальной русской версии — Агния.

### Джинджер (Ginger)
Её имя переводится как «рыжая». Джинджер трудно охарактеризовать словом более мягким, чем «пацанка». Очень весёлая и по-детски любопытная, несмотря на возраст (13 лет) Джинджер предпочитает играть одна. Найдя кучу гильз, пытается найти способ их взорвать, а увидев цветочное поле, бежит собирать букеты. Она ещё не понимает, что скоро настанет пора вырасти, а жизнь — далеко не такая веселая и беззаботная, как игра. Её главный прототип — Матильда из фильма «Леон».
Волк Джинджер — девочка в красном — антипод девочки в белом. Джинджер находит поляну, залитую светом, как будто бы идущим из земли, и начинает играть с волком. Перед потемневшим экраном они бросаются вместе на траву, а в ролике смерти девочка в красном перерезает Джинджер горло проволокой. Должно быть, это означает «Игры кончились. Началась жизнь». Также на официальном форуме игры существует версия, что красный цвет в одежде волка Джинджер символизирует первые менструации, а значит и ей самой, вопреки её воле, придется наконец-то повзрослеть.
Имя Джинджер в официальной русской версии — Ада.

### Роуз/Роза (Rose)
11 лет. Практически идеальный ребёнок. Очень скромная и стеснительная, играет на флейте (написано в дневниках на ЖЖ), любит природу и животных, даже разговаривает с облаками и мечтает взлететь к ним поближе. Её фразы не подходят к её возрасту, она говорит так, как иногда не сказал бы и взрослый. Ключевая черта её образа — невинность. Обдумывая её внешний вид и характер, Tale of Tales прежде всего ориентировались на психоделическое аниме Serial Experiments Lain — сходство прически и отстраненного взгляда заметно практически сразу.
Волк Роуз — существо из тумана и мышц, встреченное ею над лесным озером и воспарившее вместе с ней над поверхностью воды. В ролике смерти можно рассмотреть пузырьки, скорее всего, девочка утонула.
Имя Роуз в официальной русской версии — Алиса.

### Робин (Robin)
Robin в переводе с английского — «малиновка», то есть красная птица. Самая младшая из сестер, ей всего 9 лет. Единственная из девочек, которая походит внешне на Красную Шапочку из сказки, её наряд — красный плащ с капюшоном и высокие сапоги. Она мечтает встретить настоящего волка — большого, лохматого, сильного зверя. В силу своего возраста озорная и наивная, все это позволяет ей не бояться Леса и даже кладбища, на которое она натыкается (где и встречает оборотня). Смерть не пугает её, ведь до неё ещё так далеко. И именно Робин принадлежит фраза:

«Young dead bird. Not me» («Маленькая мертвая птичка. Не я.»)— Robin/Робин
 Встречает оборотня, решает покататься на нём, по официальной версии этот самый Оборотень её и съел.
Прототип Робин — дочь Михаэля Самина, одного из главных разработчиков игры.
Имя Робин в официальной русской версии — Алина.

### «Девочка в белом»
«Девочка в белом» — это скрытый персонаж, появляющийся лишь после смерти всех девушек. Именно с ней играют девочки во время своих путей. Единственная, кто доходит до постели с бабушкой и не падает замертво. После ролика появляется экран выбора персонажа, девочка в белом стоит на том же месте, только в окровавленном платье (возможно, она являлась волком для бабушки), в комнату начинают заходить девушки (начиная с последней погибшей), после чего девочка в белом уходит. Поклонники игры обычно называют её «невинность» или «совесть», так как она направляет каждую из сестер «на путь истинный», указывая им верную дорогу к тропе после долгих блужданий в лесу.

## Саундтрек
Музыкальное сопровождение для игры написали Джарбо и Крис Форс. Использовались как специально сочиненные для игры песни, так и переделанные версии старых песен Джарбо. В течение года после выхода игры, музыканты работали над полными версиями композиций и альбом вышел на лейбле Paradigms Recordings.

### Список композиций
1. Forest Theme
2. Little Girls
3. Charming Wolf
4. Fey Wolf
5. Forest Interlude 1
6. Woodsman Wolf
7. Werewolf
8. Girl in Red
9. Forest Interlude 2
10. Grandmother’s Tale
11. Cloud Wolf
12. Epilogue
13. Little Red Riding Hood
14. Forest Reprise
15. Eat

## Оценки игры
| Сводный рейтинг       | Сводный рейтинг |
| Агрегатор             | Оценка          |
| --------------------- | --------------- |
| GameRankings          | 76,08 %         |
| Game Ratio            | 79 %            |
| Metacritic            | 79/100          |
| MobyRank              | 79/100          |
| Иноязычные издания    |                 |
| Издание               | Оценка          |
| AllGame               | [ 11 ]          |
| Eurogamer             | 7/10            |
| GameSpot              | 8,0/10          |
| GamesRadar+           | 8/10            |
| IGN                   | 7,7/10          |
| VideoGamer            | 10/10           |
| Русскоязычные издания |                 |
| Издание               | Оценка          |
| Absolute Games        | 79 %            |
| PlayGround.ru         | 7,2/10          |
| «ЛКИ»                 | 77 %, Корона    |

Журнал «Игромания» подводя итоги 2009 года констатировал, что «удалив из своего проекта все, что мы привыкли видеть в компьютерных играх (геймплей, целеполагание, вызов), бельгийцы заменили эти элементы другими, не менее важными составляющими: многозначительностью, загадкой, атмосферой», и отметил The Path наградой «Анти-игра года».